# Festival olympique de la jeunesse européenne 2023
Navigation
Banská Bystrica 2022 Skopje 2025
Le Festival olympique de la jeunesse européenne 2023 se déroule du 23 au 29 juillet 2023 à Maribor, en Slovénie. Les épreuves sont réservées aux sportifs âgés de 14 à  18 ans. Le festival devait initialement avoir lieu à Koper mais Maribor a été confirmée comme nouvelle ville hôte en juin 2021.

## Sports
Le skateboard sera présent en 2023, en remplaçant le badminton pour conserver un nombre de 10 sports. Le basket-ball sera en format 3x3 et le VTT fera aussi son entrée comme discipline.
| - Athlétisme - Basket-ball (Basket-ball à trois) - Cyclisme (cyclisme sur route et VTT) - Gymnastique | - Handball - Judo - Skateboard | - Natation - Tennis - Volley-ball |

## Nations participantes
Les 49 nations sont attendus pour la compétition. La Russie et la Biélorussie ont fait l'objet de sanction à la suite de l'Invasion de l'Ukraine par la Russie.

## Liste des médaillés

### Athlétisme

#### Homme
| Épreuves          | Or                                                                                | Or       | Argent                                                        | Argent   | Bronze                                                                  | Bronze   |
| ----------------- | --------------------------------------------------------------------------------- | -------- | ------------------------------------------------------------- | -------- | ----------------------------------------------------------------------- | -------- |
| 100 m             | Ylann Bizasene                                                                    | 10:53    | Ido Peretz                                                    | 10:70    | Zalán Deak                                                              | 10:75    |
| 200 m             | Akira Eghagha                                                                     | 21:07    | Danielius Vasiliauskas                                        | 21:20    | Pedro Afonso                                                            | 21:41    |
| 400 m             | Ondřej Loupal                                                                     | 47:07    | Simone Giliberto                                              | 47:55    | Isaias Artigas                                                          | 47:86    |
| 800 m             | Yanis Vanlanduyt                                                                  | 1:52:11  | Žan Ogrinc                                                    | 1:52:58  | Mattia de Rocchi                                                        | 1:53:10  |
| 1500 m            | Kristion Bråthen Bǿrve                                                            | 3:52:37  | Théodore Liot                                                 | 3:52:64  | Albert Szirbek                                                          | 3:53:01  |
| 3000 m            | Aldin Ćatović                                                                     | 8:21:43  | Magnus Ǿyen                                                   | 8:21:96  | Oscar Gaitan                                                            | 8:22:25  |
| 110 m haies       | Matyáš Zach                                                                       | 13:36    | Janko Kišak                                                   | 13:39    | Tristan Konso                                                           | 13:59    |
| 400 m haies       | Joel Von de Ahé                                                                   | 51:79    | Vladimiros Andreadis                                          | 52:70    | Savva Novikov                                                           | 53:02    |
| 2000 m steeple    | Mihai-Alin Șavlovschi                                                             | 5:39:51  | Isacc Duportal                                                | 5:40:30  | Benjámin Szabó                                                          | 5:41:52  |
| 5000 m marche     | Daniel Monfort                                                                    | 20:22:18 | Guiseppe Disabato                                             | 20:35:69 | Nick Joel Richardt                                                      | 21:05:41 |
| Medley Relay      | France Arthur Gheerardyn-Renou Ylan Bizasene Sayf-Mohamed Reggad Yanis Vanlanduyt | 1:52:68  | Suisse Kilian Borner Jan Rickenbach Robin Gloor Akira Eghagha | 1:53:56  | Italie Matteo Togni Leo Oumar Domenis Simone Giliberto Mattia de Rocchi | 1:53:72  |
| Saut en hauteur   | Elijah Pasquier                                                                   | 2,12     | Yasir Kuduban                                                 | 2,09     | Pavlos Kriaras                                                          | 2,06     |
| Saut en longueur  | Petr Meindlschmid                                                                 | 7,90     | James Armant Sordet                                           | 7,45     | Cristian Marius Popescu                                                 | 7,27     |
| Saut à la perche  | Fabio Marco                                                                       | 5,10     | Karl Kristjan Pohlak                                          | 5,05     | Pavlos Kriaras                                                          | 5,05     |
| Triple saut       | Ioannis Gkartsios                                                                 | 15,73    | Aldo Rocchi                                                   | 15,72    | Jeremie Nzoungou                                                        | 15,48    |
| Lancer de poids   | Dimitrios Antonatos                                                               | 20:72    | Aatu Kangasniemi                                              | 20:15    | Kelson de Carvalho                                                      | 19:77    |
| Lancer de disque  | Samuel Conjungo                                                                   | 61,71    | David Jarolímek                                               | 60,05    | Cian Crampton                                                           | 59,32    |
| Lancer de marteau | Ármin Szabados                                                                    | 78:92    | Aatu Kangasniemi                                              | 75:09    | Nikolaos Sidirenios                                                     | 73:41    |
| Lancer de javelot | Roch Krukowski                                                                    | 79:40    | Illia Saievskyi                                               | 76:11    | Tom Teršek                                                              | 73:57    |
| Décathlon         | Hubert Troscianka                                                                 | 7354     | Daniel Hanzelka                                               | 7342     | Leon-Joel Clair                                                         | 7340     |

#### Femme[3]
| Épreuves          | Or                                                                                    | Or       | Argent                                                                   | Argent   | Bronze                                                                   | Bronze   |
| ----------------- | ------------------------------------------------------------------------------------- | -------- | ------------------------------------------------------------------------ | -------- | ------------------------------------------------------------------------ | -------- |
| 100 m             | Miia Ott                                                                              | 11:80    | Alice Pagliarini                                                         | 11:88    | Zita Szentgyörgyi                                                        | 11:89    |
| 200 m             | Terezie Táborská                                                                      | 23:61    | Maja Woźniak                                                             | 24:08    | Miia Ott                                                                 | 24:21    |
| 400 m             | Anastazja Kuś                                                                         | 53:21    | Eda Nur Tulum                                                            | 53:32    | Line Safaa Al-Saiddi                                                     | 53:60    |
| 800 m             | Adéla Holubová                                                                        | 2:06:15  | Ioulianna Roussou                                                        | 2:06:68  | Marta Mitjans                                                            | 2:06:96  |
| 1500 m            | Shirin Kerber                                                                         | 4:17:52  | Ayça Fidanoğlu                                                           | 4:17:74  | Tia Tanja Živko                                                          | 4:19:80  |
| 3000 m            | Jana Johanova                                                                         | 9:30:10  | Carla Cabezas                                                            | 9:31:78  | Alexandra Maria Hudea                                                    | 9:32:21  |
| 110 m haies       | Mia Wild Laura Montauban                                                              | 13:22    |                                                                          |          | Zuzanna Zając                                                            | 13:22    |
| 400 m haies       | Olha Mashanienkova                                                                    | 56:28    | Alexandra Ştefania Uță                                                   | 53:31    | Méta Tumba                                                               | 57:10    |
| 2000 m steeple    | Karolina Jarošová                                                                     | 6:23:58  | Andrea Nygård Vie                                                        | 6:33:99  | Majken Söderlund Larsson                                                 | 6:36:01  |
| Medley Relay      | Roumanie Bianca-Maria Tita Stefania Balint Maria Denisa Capotă Alexandra Ștefania Uță | 2:06:13  | Italie Alice Pagliarnini Elisa Marcello Valentina Vaccari Elisa Valensin | 2:06:45  | Tchéquie Ester Parohová Viktorie Jánská Terezie Táborská Eliška Kramšová | 2:07:16  |
| 5000 m marches    | Alexandra Kovács                                                                      | 22:42:91 | Júlia Suárez Pizà                                                        | 22:48:02 | Mina Stanković                                                           | 22:48:54 |
| Saut en hauteur   | Ella Oluchi Obeta                                                                     | 1,83     | Valeria Smirnova                                                         | 1,83     | Iren Sarâboyukova                                                        | 1,80     |
| Saut en longueur  | Bori Rozsahegyi                                                                       | 6,32     | Radina Velichkova                                                        | 6,09     | Laura Ooghe                                                              | 6,07     |
| Saut à la perche  | Magdalena Rauter                                                                      | 4,00     | Apolena Švábíková                                                        | 3,90     | Embla Matilde Njerve Emma Mészáros Evgenia-Maria Panagiotou              | 3,90     |
| Triple saut       | Erika Giorgia Anoeta Saraceni                                                         | 13,42    | Olga Szlachta                                                            | 13,29    | Aurėja Beniušutė                                                         | 13,11    |
| Lancer de poids   | Nafy Thiam                                                                            | 17,44    | Maria Rafailidou                                                         | 16,25    | Ella Mäntylä                                                             | 16,22    |
| Lancer de disque  | Helene Mariel Ramslien                                                                | 49,16    | Frieda Echterhoff                                                        | 48,17    | Maria Rafailidou                                                         | 47,95    |
| Lancer de marteau | Pinja Kärhä                                                                           | 67,29    | Marie Rougetet                                                           | 66,17    | Johanna Marrwitz                                                         | 65,38    |
| Lancer de javelot | Vita Barbić                                                                           | 60,48    | Rebecca Nelimarkka                                                       | 58,91    | Heti Väät                                                                | 54,44    |
| Héptathlon        | Sarolta Kriszt                                                                        | 5830     | Lucia Acklin                                                             | 5808     | Enni Virjonen                                                            | 5633     |

### 3x3 Basketball
| Epreuves | Or                                                                             | Argent                                                                         | Bronze                                                                 |
| -------- | ------------------------------------------------------------------------------ | ------------------------------------------------------------------------------ | ---------------------------------------------------------------------- |
| Garçons  | Allemagne Fabian Giessman Tebbe Möller Sebastian Schwachhofer Simon Feneberg   | Serbie Igor Jokić Luka Pupovac Ilija Petrović Luka Dimitrijevicć               | France Evan Boisdur Félix de Almeida Anatole Humeau Théo Pierre-Justin |
| Filles   | Pologne Aleksandra Burzyńska Natalia Rutkowska Julia Jeziorna Dominika Ullmann | Allemagne Maira Banko Lena Lingnau Lisanne Räwer Tanguep Verena Rebekka Soltau | France Maelynn Elmira Melissa Guillet Margot Ounounou Lilou Thevenet   |

### Cyclisme
| Epreuves         | Or               | Argent              | Bronze                |
| ---------------- | ---------------- | ------------------- | --------------------- |
| Hommes           |                  |                     |                       |
| Course en ligne  | Max Hinds        | Alessio Magagnotti  | Heimo Fugger          |
| Contre la montre | Gijs Schoonvelde | Conor Murphy        | Benedikt Benz         |
| Cross Country    | Kryštof Bažant   | Elias Hückmann      | Valentin Hofer        |
|                  |                  |                     |                       |
| Course en ligne  | Linda Sanarini   | Paula Jessica Ostiz | Maria Okrucińska      |
| Contre la montre | Megan Arens      | Erin Boothman       | Jente Koops           |
| Cross Country    | Anja Grossmann   | Lise Revol          | Maruša Tereza Šerkezi |

### Gymnastique
| Epreuves                    | Or                                                    | Argent                                                 | Bronze                                                       |
| --------------------------- | ----------------------------------------------------- | ------------------------------------------------------ | ------------------------------------------------------------ |
| Hommes                      |                                                       |                                                        |                                                              |
| Concours général par équipe | Royaume-Uni Alex Niscoveanu Jonas Rushworth Sol Scott | Italie Manuel Berettera Tommaso Brugnami Diego Vazzola | Arménie Robert Gyulumyan Mamikon Khachatryan Hamlet Manukyan |
| Concours général individuel | Tommaso Brugnami                                      | Jonas Rushworth                                        | Alex Niscoveanu                                              |
| Sol                         | Tommaso Brugnami                                      | Anthony Mansard                                        | Robert Gyulumyan                                             |
| Cheval d'arçon              | Mamikon Khachatryan                                   | Serafeim Eminidis                                      | Dachi Dolidze                                                |
| Anneaux                     | Hamlet Manukyan                                       | Tommaso Brugnami                                       | Diego Vazzola                                                |
| Saut                        | Tommaso Brugnami                                      | Jonáš Danek                                            | Sol Scott                                                    |
| Barres parallèles           | Yoan Ivanov                                           | Ivan Rudyi                                             | Sviatoslav Shved                                             |
| Barre Fixe                  | Zala Zámbori                                          | Manuel Berettera                                       | Ivan Rudyi                                                   |
| Femme                       |                                                       |                                                        |                                                              |
| Concours général par équipe | Italie Sara Caputo Emma Fioravanti Benedetta Gava     | Allemagne Marlene Gotthardt Helen Kevric Lisa Wötzel   | Royaume-Uni Ema Kandalova Ellie Lewis Jemima Taylor          |
| Concours général individuel | Helen Kevric                                          | Sara Caputo                                            | Emma Fioravati                                               |
| Concours général individuel | Helen Kevric                                          | Sara Caputo                                            | Ema Kandalova                                                |
| Sol                         | Helen Kevric                                          | Emma Fioravanti                                        | Lilou Viallat                                                |
| Saut                        | Sara Caputo                                           | Helen Kevric                                           | Vanessa Masova                                               |
| Barres asymétriques         | Helen Kevric                                          | Sara Caputo                                            | Vanessa Masova                                               |
| Poutre                      | Helen Kevric                                          | Gabriela Vǎnoagǎ                                       | Marlene Gotthardt                                            |
| Mixte                       |                                                       |                                                        |                                                              |
| Paire                       | Italie Tommaso Brugnami Sara Caputo                   | Allemagne Mert Öztürk Helen Kevric                     | France Naël Sakouhi Lilou Viallat                            |

### Handball
| Epreuves | Or        | Argent   | Bronze  |
| -------- | --------- | -------- | ------- |
| Garçons  | Allemagne | Slovénie | Hongrie |
| Fille    | France    | Roumanie | Pologne |

### Judo[15]

#### Garçons
| Epreuves | Or                  | Argent             | Bronze                      |
| -------- | ------------------- | ------------------ | --------------------------- |
| - 50 kg  | Shota Bachoshvili   | Askhab Isayeb      | Bence Galó                  |
| - 50 kg  | Shota Bachoshvili   | Askhab Isayeb      | Nihad Mamishov              |
| -55 kg   | Merabi Samadashvili | Emiliano Lattanzi  | Marko Jorgić                |
| -55 kg   | Merabi Samadashvili | Emiliano Lattanzi  | Aykhan Mirzazada            |
| -60 kg   | Tudor-Ilie Mosoi    | Simas Polikevičius | Sebestyéen Kollár           |
| -60 kg   | Tudor-Ilie Mosoi    | Simas Polikevičius | Mahammad Musayev            |
| -66 kg   | Mate Gvelesiani     | Luka Katić         | Rodrigo Janeiro             |
| -66 kg   | Mate Gvelesiani     | Luka Katić         | Jasur Ibadi                 |
| - 73 kg  | David Gliga         | Suleyman Shukurov  | Yunus Yazgan                |
| - 73 kg  | David Gliga         | Suleyman Shukurov  | Bogdan Veličković           |
| -81 kg   | Emir Selim Arı      | Girgio Bendeliani  | Dušan Grahovac              |
| -81 kg   | Emir Selim Arı      | Girgio Bendeliani  | Andrei Peaticovschi         |
| -90 kg   | Aslan Kotsoev       | Saba Gvelesiani    | Emil Jabiyev                |
| -90 kg   | Aslan Kotsoev       | Saba Gvelesiani    | Antonio Aixel Ramirez Perez |
| +90 kg   | İbrahim Tataroğlu   | Ramazan Ahmadov    | Shotiko Gochiashvili        |
| +90 kg   | İbrahim Tataroğlu   | Ramazan Ahmadov    | Stefan Kovinic              |

#### Filles
| Epreuves              | Or                    | Argent                  | Bronze                  |
| --------------------- | --------------------- | ----------------------- | ----------------------- |
| - 40 kg               | Patricia Tománková    | Nina Auer               | Imane Lima              |
| - 40 kg               | Patricia Tománková    | Nina Auer               | Mélody Veillard         |
| -44 kg                | Marta Beorlegui Oses  | Begümnaz Doğruyol       | Kristina Lili Križová   |
| -44 kg                | Marta Beorlegui Oses  | Begümnaz Doğruyol       | Lena Antoine            |
| -48 kg                | Vusala Hajiyeva       | Aitana Diaz Hernandez   | Elena Storione          |
| -48 kg                | Vusala Hajiyeva       | Aitana Diaz Hernandez   | Noor Noufal             |
| -52 kg                | Khadizha Gadashova    | Adriana Saez Hevia      | Tabea Mecklenburg       |
| -52 kg                | Khadizha Gadashova    | Adriana Saez Hevia      | Luca Veg                |
| - 57 kg               | Nika Tomc             | Odalis Santiago-Santana | Riina Myllyla           |
| - 57 kg               | Nika Tomc             | Odalis Santiago-Santana | Maria Silveira          |
| -63 kg                | Jana Cvjetko          | Sinem Oruç              | Kristina Opanasenko     |
| -63 kg                | Jana Cvjetko          | Sinem Oruç              |                         |
| -70 kg                |                       |                         |                         |
| Drapeau de l'Autriche |                       |                         |                         |
| + 70 kg               | Drapeau de l'Autriche |                         | Drapeau de la Slovaquie |
| + 70 kg               | Drapeau de l'Autriche |                         |                         |

#### Mixte
| Epreuves   | Or      | Argent      | Bronze  |
| ---------- | ------- | ----------- | ------- |
| Par équipe | Turquie | Azerbaïdjan | Ukraine |
| Par équipe | Turquie | Azerbaïdjan | Géorgie |

#### Skateboard[17]
| Epreuves | Or                   | Argent        | Bronze         |
| -------- | -------------------- | ------------- | -------------- |
| Homme    | Max Berguin          | Yakov Terrell | Jean Semaan    |
| Femme    | Weronika Choromanska | Shani Paz     | Cerise Michaud |

## Tableau des médailles
| Rang  | Nation      | Or  | Argent | Bronze | Total |
| ----- | ----------- | --- | ------ | ------ | ----- |
| 1     | Italie      | 16  | 18     | 12     | 46    |
| 2     | Allemagne   | 11  | 11     | 9      | 31    |
| 3     | France      | 9   | 6      | 9      | 24    |
| 4     | Roumanie    | 9   | 6      | 5      | 20    |
| 5     | Tchéquie    | 9   | 4      | 6      | 19    |
| 6     | Hongrie     | 8   | 5      | 10     | 23    |
| 7     | Royaume-Uni | 7   | 10     | 7      | 24    |
| 8     | Turquie     | 6   | 6      | 2      | 14    |
| 9     | Pologne     | 6   | 3      | 6      | 15    |
| 10    | Espagne     | 4   | 6      | 7      | 17    |
| 11    | Suisse      | 4   | 2      | 1      | 7     |
| 12    | Norvège     | 3   | 4      | 3      | 10    |
| 13    | Azerbaïdjan | 3   | 3      | 4      | 10    |
| 14    | Géorgie     | 3   | 2      | 2      | 7     |
| 15    | Croatie     | 3   | 2      | 0      | 5     |
| 16    | Grèce       | 2   | 6      | 5      | 13    |
| 17    | Slovénie    | 2   | 2      | 5      | 9     |
| 18    | Autriche    | 2   | 2      | 3      | 7     |
| 19    | Serbie      | 2   | 1      | 5      | 8     |
| 20    | Pays-Bas    | 2   | 0      | 6      | 8     |
| 21    | Slovaquie   | 2   | 0      | 3      | 5     |
| 22    | Arménie     | 2   | 0      | 2      | 4     |
| 23    | Ukraine     | 1   | 5      | 5      | 11    |
| 24    | Estonie     | 1   | 3      | 4      | 8     |
| 25    | Finlande    | 1   | 3      | 3      | 7     |
| 26    | Suède       | 1   | 2      | 2      | 5     |
| 27    | Belgique    | 1   | 1      | 2      | 4     |
| 28    | Bulgarie    | 1   | 1      | 1      | 3     |
| 29    | Portugal    | 1   | 0      | 4      | 5     |
| 30    | Danemark    | 1   | 0      | 0      | 1     |
| 31    | Israël      | 0   | 5      | 0      | 5     |
| 32    | Lituanie    | 0   | 2      | 2      | 4     |
| 33    | Irlande     | 0   | 1      | 1      | 2     |
| 34    | Moldavie    | 0   | 0      | 1      | 1     |
| 34    | Monténégro  | 0   | 0      | 1      | 1     |
| Total | Total       | 123 | 122    | 138    | 383   |